# Струнников, Владимир Александрович
Влади́мир Алекса́ндрович Стру́нников (имя при рождении Владимир Иванович Чехов, 2 (15) июля 1914 — 9 декабря 2005) — советский генетик и селекционер, доктор биологических наук, профессор, академик АН СССР (1987), Герой Социалистического Труда (1990).

## Биография
Родился в 1914 году в Тамбове в семье священника Ивана Евгеньевича и дочери священника Ларисы Митрофановны Чеховых. Русский. Детские годы провёл под Воронежем.
В 1937 году отец был расстрелян. После окончания семилетней школы переехал жить в Краснодар к своей тёте по линии отца — Валентине Евгеньевне Чеховой, которая была замужем за профессором-хирургом Александром Николаевичем Струнниковым. Они решили усыновить мальчика и таким образом дать ему возможность поступить в ВУЗ и получить образование. После повторного обучения в выпускном классе школы, по документам уже Владимир Александрович Струнников, он поступил в Горский сельскохозяйственный институт (город Владикавказ), откуда через год перевёлся в Ташкентский сельскохозяйственный институт, который окончил в 1936 году.
В 1936—1939 и 1945—1963 годах работал в Среднеазиатском НИИ шелководства (САНИИШ, город Ташкент).
В 1939 году был призван в армию. Участник Великой Отечественной войны.
По приглашению Б.Л. Астаурова возглавил лабораторию в ИБР РАН.
Владимир Александрович скончался 9 декабря 2005 года. Похоронен в Московской области, на кладбище Ракитки.

## Научная деятельность
Занимался селекцией тутового шелкопряда. Был руководителем группы цитогенетики развития и регуляции пола Института биологии развития имени Н. К. Кольцова Академии наук, председателем Научного совета РАН по проблемам генетики и селекции.
Президент ВОГиС (1982—1992).
Разработал уникальную гипотезу о природе гетерозиса, которая позволила вывести серию высокопродуктивных пород и гибридов шелкопряда (Струнников,1974). Гипотеза о роли компенсационного (компенсаторного) комплекса генов в гетерозисе. В дальнейшем его последователи и ученики, применяя его гипотезу, вывели высокопродуктивные сорта ячменя (Наволоцкий,1989) и пшеницы (Тараканова 1991). Гипотеза была также успешно подтверждена на Dr.Melanogaster (Кайданов,1984; Маресин,1985), Pisum Sativum (Гостимский,1987; Соколов,1990; Рыбцов,1991; Гостимский,1992; Рыбцов,1996) и сахарной свёкле (Коновалов,2001).

## Награды
- Герой Социалистического Труда с вручением ордена Ленина. Звание присвоено 16 октября 1990 года за особый вклад в сохранение и развитие генетики и селекции, подготовку высококвалифицированных научных кадров[3].
- два ордена Трудового Красного Знамени.
- Орден «Знак Почёта».
- Орден Отечественной войны II степени.
- Орден Славы III степени.
- Медаль «За отвагу».
- Государственная премия СССР (1981).
- Благодарность Президента Российской Федерации (4 июня 1999 года) — за большой вклад в развитие отечественной науки, многолетний добросовестный труд и в связи с 275-летием Российской академии наук[4].

## Публикации
- доктор биологических наук В. Струнников. Чертежи хромосомных операций // "Комсомольская правда" от 22 ноября 1975. стр.4